# Verneuil-sur-Vienne
Verneuil-sur-Vienne – miejscowość i gmina we Francji, w regionie Nowa Akwitania, w departamencie Haute-Vienne.
Według danych na rok 1990 gminę zamieszkiwało 2968 osób, a gęstość zaludnienia wynosiła 86 osób/km² (wśród 747 gmin Limousin Verneuil-sur-Vienne plasuje się na 31. miejscu pod względem liczby ludności, natomiast pod względem powierzchni na miejscu 125.).

## Populacja

Populacja Verneuil-sur-Vienne w latach 1962–2008